# Supertisdagen 2008

Tjugofyra av USA:s delstater höll nominerings- eller primärval på ”supertisdagen” 2008.
Blått betyder att endast Demokraterna höll omröstning (3 delstater),
rött betyder att endast Republikanerna höll omröstning (2 delstater),
lila visar delstater vari bägge partierna höll omröstningar (19 delstater) och
vitt visar delstater som ej röstade på supertisdagen (26 delstater).

År 2008 inföll den amerikanska supertisdagen den 5 februari; eftersom det då var större än någon tidigare gång så har händelsen även kallats tsunamitisdagen och superdupertisdagen. Andra år har supertisdagen infallit i mars månad, men tillfället har tidigarelagts. Detta år var det hela 24 av USA:s 50 delstater som hade primärval denna dag, inklusive de två största, Kalifornien och New York, samt Amerikanska Samoa. Primärvalet för registrerade demokrater bosatta utomlands inleddes också denna dag och pågick till den 12 februari.
Bland republikanerna vann John McCain i nio delstater, Mitt Romney i sju och Mike Huckabee i fem. Den 7 februari meddelade Romney att han hoppar av kampen om att bli presidentkandidat för republikanerna och det ansågs att McCain därmed i praktiken hade säkrat sin kandidatur.
På den demokratiska sidan vann Barack Obama flest primärval, men Hillary Clinton segrade bland annat i New York och Kalifornien och erhöll därför något fler delegater till partikonventet i augusti. Rösträkningen i New Mexico drog ut på tiden och först efter nio dagar stod det klart att Clinton vunnit en knapp seger som gav henne 12 av delstatens 26 delegater.

## Resultat
| Delstat           | Demokratisk vinnare | Republikansk vinnare | Delstat       | Demokratisk vinnare | Republikansk vinnare |
| ----------------- | ------------------- | -------------------- | ------------- | ------------------- | -------------------- |
| Alabama           | Barack Obama        | Mike Huckabee        | Massachusetts | Hillary Clinton     | Mitt Romney          |
| Alaska            | Barack Obama        | Mitt Romney          | Minnesota     | Barack Obama        | Mitt Romney          |
| Amerikanska Samoa | Hillary Clinton     | i.u.                 | Missouri      | Barack Obama        | John McCain          |
| Arizona           | Hillary Clinton     | John McCain          | Montana       | i.u.                | Mitt Romney          |
| Arkansas          | Hillary Clinton     | Mike Huckabee        | New Jersey    | Hillary Clinton     | John McCain          |
| Colorado          | Barack Obama        | Mitt Romney          | New Mexico    | Hillary Clinton     | i.u.                 |
| Connecticut       | Barack Obama        | John McCain          | New York      | Hillary Clinton     | John McCain          |
| Delaware          | Barack Obama        | John McCain          | North Dakota  | Barack Obama        | Mitt Romney          |
| Georgia           | Barack Obama        | Mike Huckabee        | Oklahoma      | Hillary Clinton     | John McCain          |
| Idaho             | Barack Obama        | i.u.                 | Tennessee     | Hillary Clinton     | Mike Huckabee        |
| Illinois          | Barack Obama        | John McCain          | Utah          | Barack Obama        | Mitt Romney          |
| Kalifornien       | Hillary Clinton     | John McCain          | West Virginia | i.u.                | Mike Huckabee        |
| Kansas            | Barack Obama        | i.u.                 |               |                     |                      |

### Fotnot
- i.u., ingen uppgift = val hölls endast för Demokraterna eller endast för Republikanerna.